# Lepasätten
Lepasätten är en nutida benämning på en frälsesläkt vars sätesgård var Lepas i Hattula sn i Tavastland, Finland. Stamfadern Hans Peterssons sigill är två fågelfötter. Från och med sonsonen Björn Olausson är sigillet ett halvt lejon i övre fältet av en delad sköld, alltså ett vapen helt olikt farfaderns och möjligen bildat på det snarlika vapen som förts av hans svärfars utdöda mödernesläkt Slaweka.
Hans Petersson är ättens äldsta kända medlem. Han nämns sista gången 23 mars 1481. Han var gift med Ragnhild Henriksdotter (dotter till Henrik Svärd och Birgitta Klasdotter (Djäkn). De hade sonen Klas.
Klas Hansson nämns 1496 som häradshövding i Hattula härad i Tavastland. Hans sätesgård var Lepas. Han levde ännu 10 september 1498 men var död före 12 mars 1503. Han var gift med en dotter till Björn Ragvaldsson (Stjärnkors). De hade sonen Björn.
Björn Klasson studerade i Rostock 1516, i Louvain 1517 och i Paris 1519. Han nämns första gången i Sverige 1523 då han vid riksdagen i Strängnäs blev riksråd. Han var en av de två svenska representanterna vid svensk-ryska fredsunderhandlingarna i Novgorod 1510 och 1536. Under Dackefejden 1542 var han i slottsloven på Stockholms slott. Han var häradshövding i Hollola i Tavastland 1526-1550. Han dog före 11 juni 1551. Han var gift med Karin Jönsdotter, dotter till Jöran Hansson (Stiernsköld) och Ingeborg Siggesdotter (Sparre). De hade tre söner och fyra döttrar.